# Norma Andrade
Norma Andrade (1961) es una activista mexicana, una de las miembros fundadoras de Nuestras Hijas de Regreso a Casa A.C.

## Biografía
Norma es originaria de Ciudad Juárez y educadora de profesión, ha cursado diplomados la Universidad Autónoma de Ciudad Juárez en materia de derechos humanos y prevención de la violencia contra las mujeres. Después del secuestro y asesinato de su hija Lilia Alejandra García Andrade, ha trabajado por la justicia y por visibilizar los crímenes cometidos en contra de las mujeres por razones de género en la ciudad fronteriza, fundando la organización Nuestras Hijas de Regreso a Casa A.C., considerada una de las organizaciones pioneras en organizar a familiares de niñas y mujeres asesinadas y desaparecidas en Ciudad Juárez.
Actualmente forma parte del Grupo de Acción por los Derechos Humanos y la Justicia Social, en donde es coordinadora del área de promoción y capacitación sobre la prevención de la violencia en escuelas en nivel básico y medio superior. También asesora a familiares de víctimas de niñas desaparecidas y asesinadas en Estado de México, Michoacán y Ciudad de México; ha sido ponente en espacios académicos, foros e instancias de defensa y protección de los derechos humanos nacionales e internacionales.
Andrade ha dedicado su vida a luchar por el derecho a la justicia de las mujeres en México a pesar de las continuas amenazas de muerte que ha recibido, y ha jugado un rol importante para el reconocimiento del feminicidio como figura delictiva en el código penal mexicano.
El 2 de diciembre de 2011, Norma fue herida de bala en Ciudad Juárez por un grupo de hombres armados mientras salía del trabajo, y aunque al principio se declaró que fue un intento de robo, la investigación cambió cuando se supo que había recibido una amenaza de muerte el día del tiroteo. El 3 de febrero de 2012, Norma fue atacada por segunda vez fuera de su residencia en Ciudad de México, a pesar de permanecer con protección policial cuando ocurrió el ataque.
Después del segundo ataque a la vida de Andrade, más de 200 grupos de defensa de los derechos de las mujeres y activistas de Centroamérica solicitaron una protección inmediata y eficiente para Andrade y su familia a través de peticiones en redes sociales. La petición argumentaba que si el Estado mexicano no puede encontrar a los responsables de la agresión, violación y asesinato de su hija, podría por lo menos proporcionar una protección adecuada. Desde 2008, la Comisión Interamericana de Derechos Humanos ha estado presionando al gobierno mexicano para que proporcione protección a cuatro de los miembros de la organización Andrade, incluyendo a Norma. El gobierno no lo ha hecho. Estos grupos también están llamando la atención y la crítica al gobierno mexicano por no proporcionar la seguridad apropiada a la que se comprometieron.

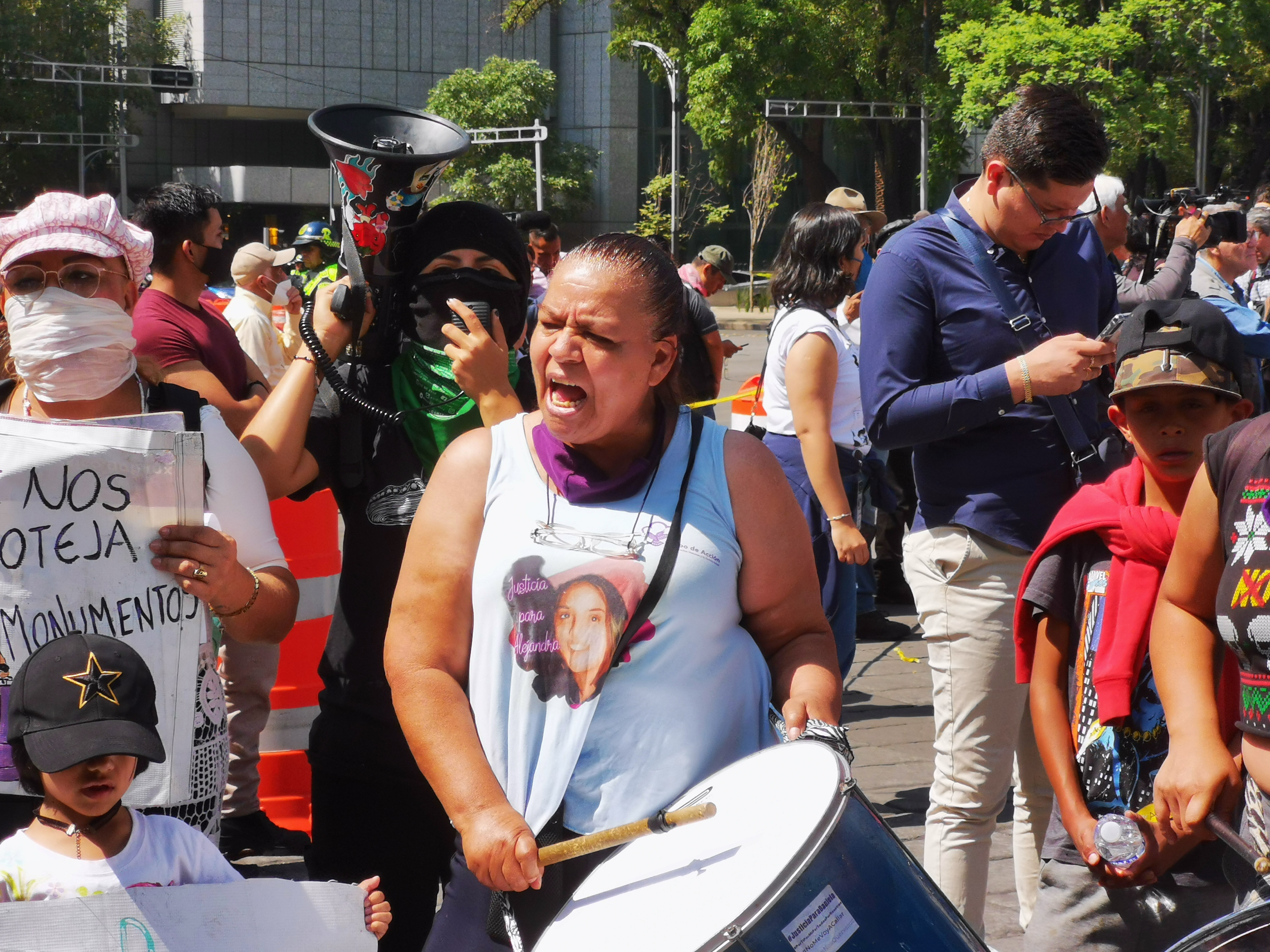
Norma Andrade en la XI Marcha de la Dignidad Nacional, Madres buscando a sus hijos e hijas, Verdad y Justicia.

## Reconocimientos
A partir de su trayectoria como defensora de derechos humanos, Andrade ha sido acreedora a diversos premios nacionales e internacionales:
- 2003 Reconocimiento de Amnistía Internacional USA en Washington, por la lucha sostenida en contra de la impunidad.
- 2004 Mención Especial del premio de Derechos Humanos de la República Francesa.
- 2005 Premio Alecrín en Vigo, España, como reconocimiento a su labor y compromiso no eximido de peligros para su propia vida, denunciando el feminicidio en Ciudad Juárez.
- 2006 Premio Racimo otorgado por el municipio de Carballo (España).
- 2006 Premio Andrakintza entregado por el ayuntamiento de Múzquiz, en el país vasco, por el proyecto Alto a la violencia contra las mujeres en Ciudad Juárez, no más feminicidios, fin a la impunidad, considerando la lucha por la equidad de género.
- 2007 Premio Especial de la Secretaría de la Mujer de la Unión de Actores y Actrices de Madrid, España.
- 2007 Premio español Ciutat de L'Hospitalet, de Cooperación y Solidaridad por su lucha contra de la impunidad y por su contribución a la defensa de la dignidad humana, la libertad individual y los derechos de las mujeres.
- 2007 Reconocimiento a su labor por fundación Semillas.
- 2009 Premio a la mejor mamá del año otorgado por Selecciones Readers digest de México.
- 2013 Premio Alice Salomón, que otorga la Escuela de Estudios Superiores Alice Salomón, en Berlín, Alemania, a personalidades que han contribuido a la emancipación de la mujer y al desarrollo del trabajo social en condiciones adversas. Fue en reconocimiento por fundar la asociación Nuestras Hijas de Regreso a Casa bajo peligro a sus vidas, por su compromiso valiente como activistas de los derechos de las mujeres.
- 2013 Premio Mentes Quo + Discovery en la categoría Mente Humana, por poseer una mente curiosa, apasionada, integradora, visionaria y que nos inspira a transformar el mundo, quedando como las 30 mentes que transforman México, demás, siendo elegido su proyecto entre las diez mejores mentes quo.
- 2016 Reconocimiento Hermila Galindo en la categoría de persona por su trayectoria en la defensa de los Derechos humanos y el avance al empoderamiento de las mujeres.
- Noviembre de 2022 Premio Edelstam, Suecia[8]